# Дивайн, Майкл (активист)
Майкл Джеймс «Микки» Дивайн (англ. Michael James "Mickey" Devine; 26 мая 1954 — 20 августа 1981) — член Ирландской национальной освободительной армии, умерший во время голодовки 1981 года в тюрьме Мэйз.

## Биография

### Ранние годы
Майкл Дивайн, известный как «Красный Микки» (англ. Red Mickey) благодаря своей рыжей шевелюре, родился в семье из Спрингтаун-Кемп (Дерри, Северная Ирландия). В возрасте шести лет с родителями, бабушкой и сестрой Маргарет переехал в округ Крегган, на север Дерри. Обучался в начальной школе Младенца Иисуса и в средней школе Святого Иосифа.

### Политическая и военная деятельность
Дивайн вступил в Республиканский клуб имени Джеймса Коннолли в июле 1971 года, после того, как британские солдаты расстреляли в Дерри двух безоружных граждан. На него трагическое впечатление произвели и события Кровавого воскресенья 1972 года. В начале 1970-х годов Дивайн вступил в Рабочую партии Ирландии и движение Юных социалистов, а в 1975 году он стал военнослужащим Ирландской национальной освободительной армии. В 1976 году после вооружённого рейда в графстве Донегол (Республика Ирландия) Дивайн был арестован и осуждён на 12 лет тюрьмы.

### Протест в тюрьме и смерть
После попадания в тюрьму Дивайн устроил акцию протеста, которая переросла в небольшую голодовку и вскоре прекратилась. Однако 22 июня 1981 Дивайн присоединился к большой ирландской голодовке. 20 августа 1981 он скончался от истощения, став 10-й и последней жертвой голодовки.
Согласно Sunday Times, газеты, выходившие по Закону о свободе информации, предполагали, что Шинн Фейн отвергала предложения правительства Тэтчер прекратить голодовку после выборов, поскольку Оуэн Кэррон предоставил Бобби Сэндсу место в парламенте. 5 июля 1981 правительство предложило пойти на уступки, которые могли бы спасти шестерых из десяти умерших. Денис Брэдли, бывший глава Наблюдательного совета Северной Ирландии, считает, что правительство заключало сделку с ИРА.